# Emil Wilhelm Krummacher
Emil Wilhelm Krummacher (* 7. Mai 1798 in Moers; † 14. Januar 1886 in Bonn) war ein deutscher reformierter Theologe.

## Leben
Emil Wilhelm Krummacher war der Sohn von Friedrich Adolf Krummacher, der jüngere Bruder von Friedrich Wilhelm Krummacher und der Vater von Karl Emil Krummacher und Hermann Friedrich Krummacher, dem späteren Konsistorialrat zu Stettin.
Während seines Studiums wurde er in Jena 1817 Mitglied der Urburschenschaft sowie der Burschenschaft Teutonia Halle und in Tübingen 1819 der Burschenschaft Germania. Nach dem Theologiestudium in Jena und Tübingen sowie der Ordination in Basel war Emil Wilhelm Krummacher zunächst Pfarrer in Coswig bei Wittenberg, dann in Baerl bei Moers, ab 1825 in Langenberg bei Elberfeld und ab 1841 in Duisburg. 1876 wurde er emeritiert und zog nach Bonn.
Krummacher gehörte zu den Pastoren der niederrheinischen Erweckungsbewegung. Er veröffentlichte zahlreiche theologische und erbauliche Schriften, unter anderem einige Predigtbände, eine Bearbeitung des Heidelberger Katechismus und eine Predigtsammlung seines Onkels Gottfried Daniel Krummacher mit einer Biographie, die später auch separat erschien. Für seine Veröffentlichungen erhielt er 1854 von der Universität Basel die Ehrenlizentiaten- und 1871 aus Anlass seines 50-jährigen Amtsjubiläums die Ehrendoktorwürde.

## Schriften (Auswahl)
- Goldene Worte über die theure Lehre von der freien Gnade. Hassel, Elberfeld 1832 (Digitalisat).
- Gottfr. Dan. Krummacher's gute Botschaft in fünfundvierzig Predigten. Hassel, Elberfeld 1838.
- Expectorationen über das Studium der Theologie. Vade mecum für meinen Hermann und für Theologie Studirende überhaupt. Bädeker, Essen 1847.
- Das Dogma von der Gnadenwahl nebst Auslegung des neunten, zehnten und elften Capitels im Briefe an die Römer. Ewich, Duisburg 1856. (Digitalisat)
- Lebenserinnerungen eines geistlichen Veteranen. Aus den nachgelassenen Aufzeichnungen hrsg. von Hermann Krummacher. Bädeker, Essen 1889. (Digitalisat)